# Pinus massoniana
Pinus massoniana ist eine Pflanzenart aus der Gattung der Kiefern (Pinus) innerhalb der Familie der Kieferngewächse (Pinaceae). Das Verbreitungsgebiet der zwei bis drei Varietäten liegt im Zentrum und im Südosten Chinas im warm-gemäßigten Klima und erstreckt sich bis in Höhenlagen von 2000 Metern. Diese Art ist einer der wirtschaftlich bedeutendste Nadelbäume Chinas, das Holz wird auf verschiedenste Arten genutzt, aus dem Harz wird Kolophonium hergestellt.

## Beschreibung und Ökologie

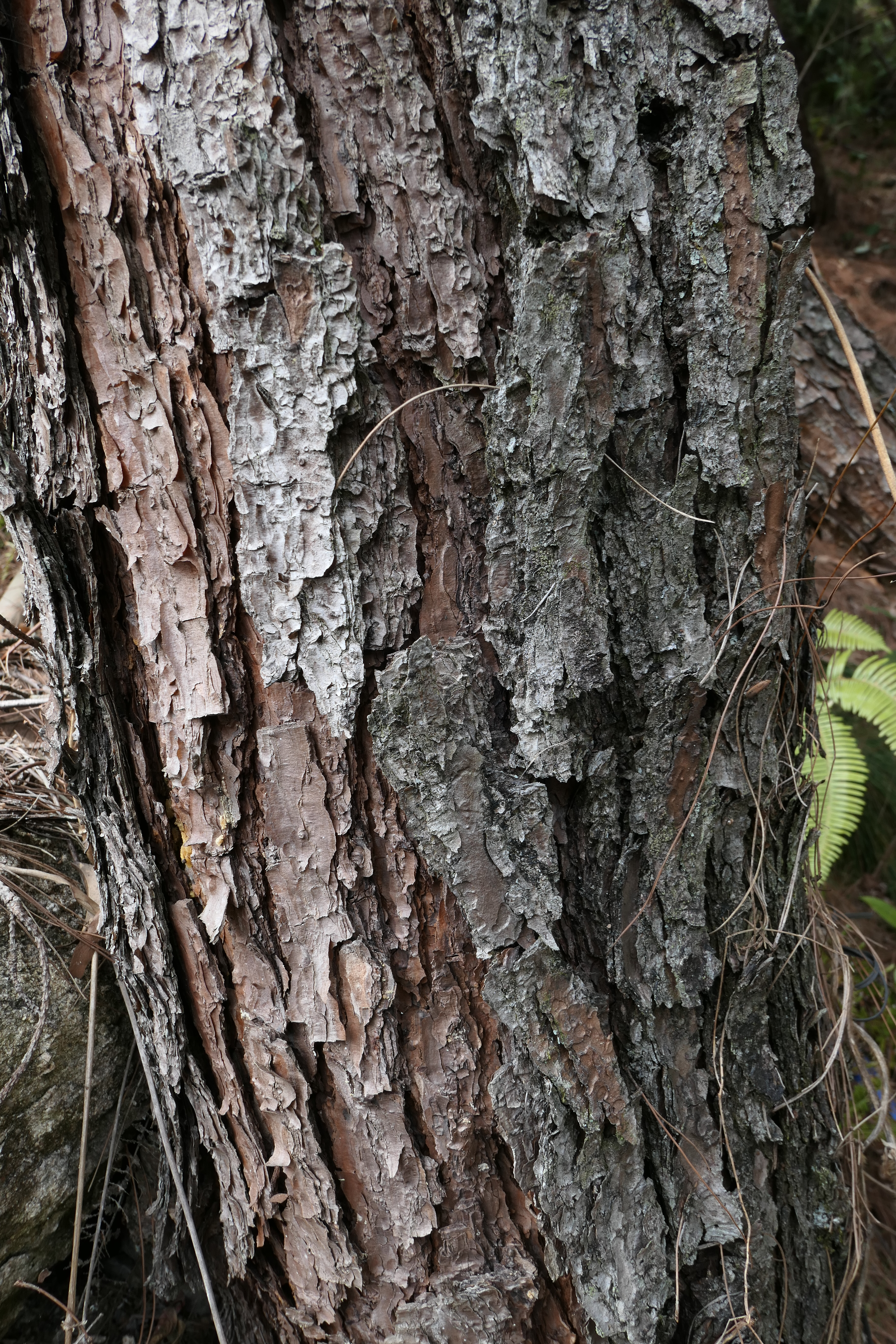
Stamm mit Borke

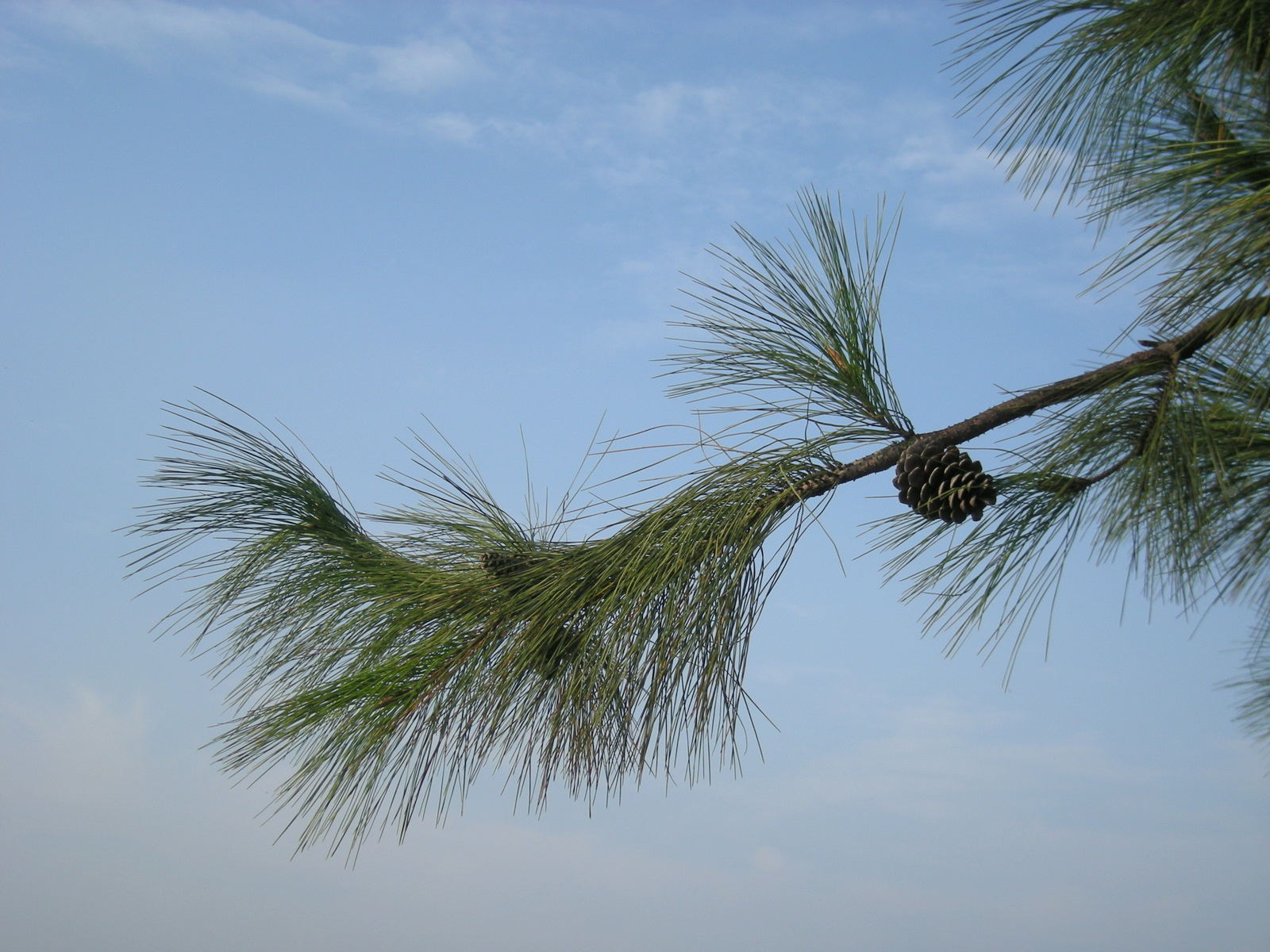
Zweige mit Nadeln und Samenzapfen

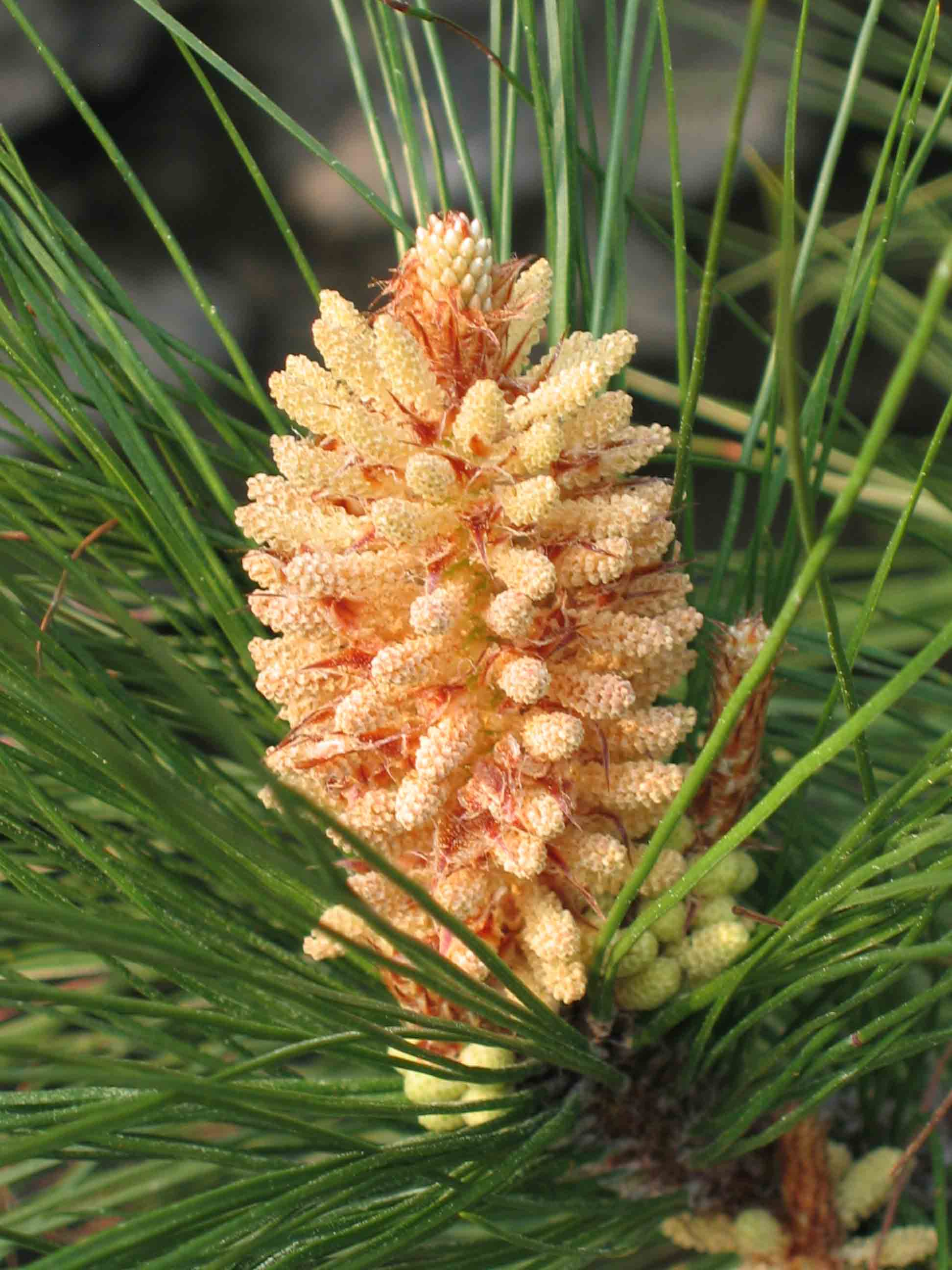
Pollenzapfen

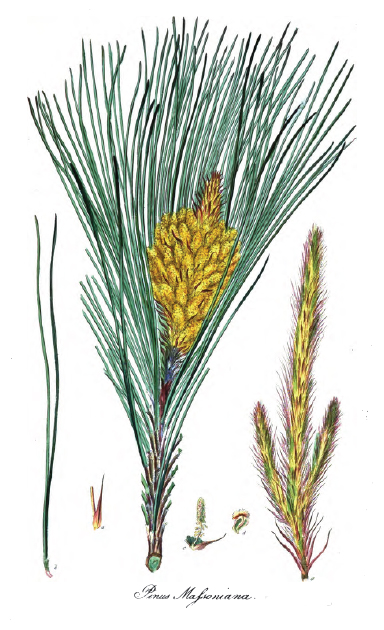
Illustration

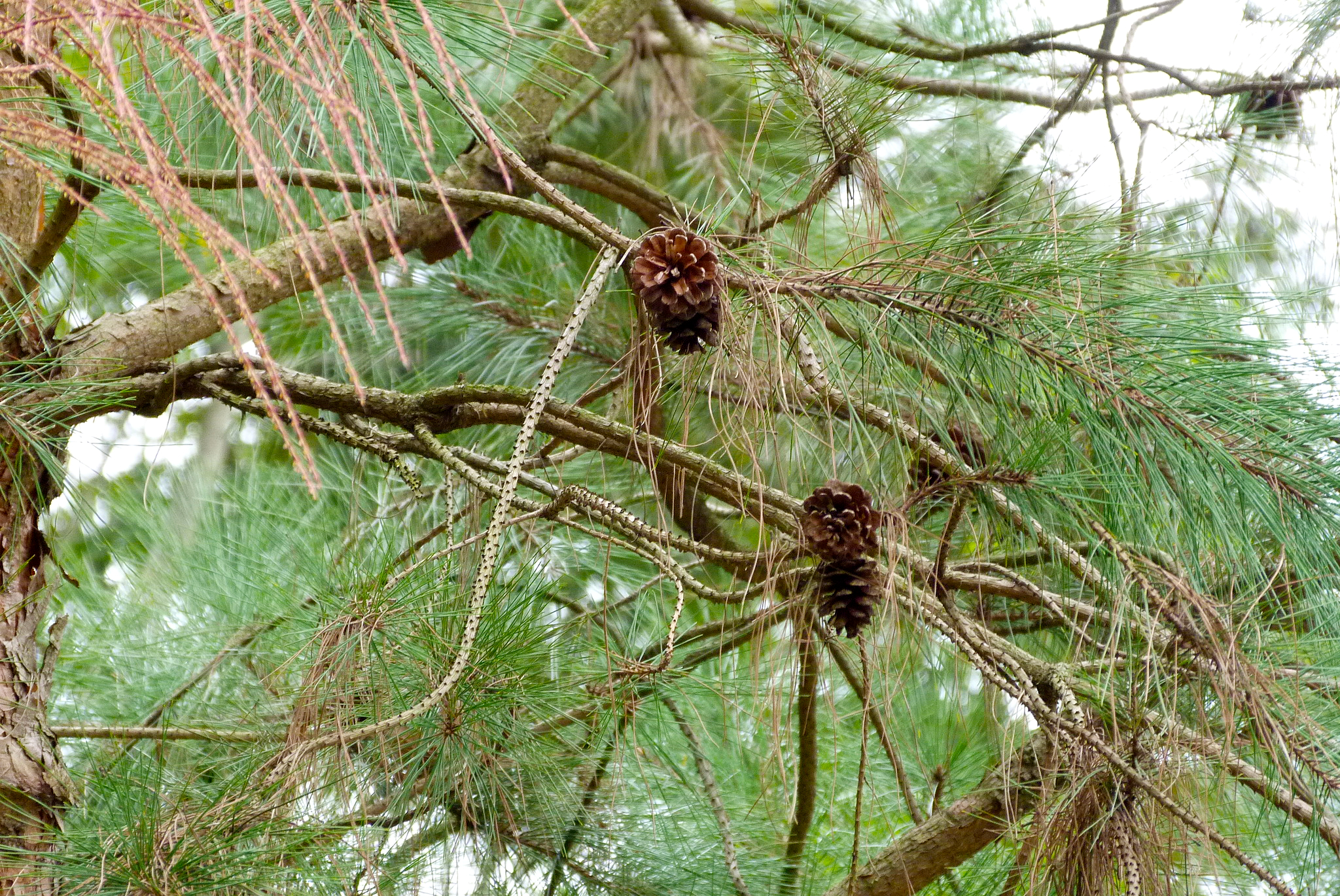
Zweige mit Zapfen

### Habitus und Rinde
Pinus massoniana wächst als immergrüner Baum, der Wuchshöhen von bis zu 45 Metern und mit geradem Stamm Stammdurchmesser von bis zu 150 Zentimetern erreicht. Die Stammborke wird bei älteren Baumexemplaren im unteren Bereich grau-braun bis rot-braun, dick, rau, schuppig mit langen vertikalen, bis zu 4 Zentimeter tiefen und 3 bis 4 Zentimeter breiten Rissen. Die Platten sind flach und 3 bis 5 Zentimeter breit. Die Borke im oberen Bereich bis zur Krone ist rötlich-braun, dünn und blättert ab. Korkporen sind nur undeutlich ausgebildet. Die Äste erster Ordnung stehen waagrecht oder aufgerichtet und verkürzen sich mit der Zeit. Äste höherer Ordnung sind mehr oder weniger hängend und bilden eine gerundete oder kuppelförmige Krone. Die benadelten Zweige sind dünn und nach dem Abwurf der Nadeln durch Pulvini rau. Anfangs ist die Rinde der Zweige gelblich-braun, manchmal bläulich überlaufen (glauk) und haben zwei Wachstumsperioden im Jahr. Im zweiten und dritten Jahr färbz sich die Rinde hell-braun.
Junge Pflanzen bilden fünf bis acht 1,5 bis 3,6 Zentimeter lange Keimblätter.

### Knospen und Nadeln
Die Winterknospen sind braun, klein, eiförmig-zylindrisch bis zylindrisch und spitz. Endständige Knospen sind etwa 10 Millimeter lang und harzfrei. Die Knospenschuppen sind braun. Die Nadeln wachsen meist paarweise, selten zu dritt in einer bleibenden, 15 bis 20 Millimeter langen, basalen Nadelscheide. Die Nadeln sind hell-grün, gerade oder leicht gekrümmt, dünn, biegsam, leicht verdreht, 12 bis 20 Zentimeter lang und etwa 1 Millimeter dick. Ihr Querschnitt ist halbkreisförmig, der Nadelrand fein gesägt. Je Nadel werden vier bis acht außen liegende Harzkanäle und zwei Leitbündel gebildet. Auf allen Nadelseiten gibt es feine Spaltöffnungslinien.

### Zapfen und Samen
Die Pollenzapfen wachsen spiralig angeordnet in Gruppen nahe der Basis junger Zweige. Die Pollenzapfen sind kurz-zylindrisch und gelb bis orange-braun.
Die Samenzapfen sind hängend und wachsen meist einzeln auf kurzen Stielen. Die Samenzapfen sind anfangs grün, bei Reife kastanienbraun, 3 bis 9 Zentimeter lang, geschlossen schmal-eiförmig und geöffnet symmetrisch oder beinahe symmetrisch und mit Durchmessern von 2,5 bis 5 Zentimetern eiförmig. Die Zapfen fallen bald nach Abgabe der Samen vom Baum. Die Samenschuppen sind dünn, holzig, steif, länglich bis eiförmig-länglich und öffnen sich nicht weit. Die Apophyse ist flach oder leicht erhöht, mit mehr oder weniger rhombischem Umfang, quer gekielt und bei Reife kastanienbraun. Der Umbo ist flach oder etwas eingesenkt und zum Ende hin stumpf oder kurz stachelspitzig. Die dunkel-braunen Samen sind bei einer Länge von 4 bis 8 Millimetern verkehrt-eiförmig. Der haltbare Samenflügel ist 12 bis 21 Millimeter lang und 5 bis 7 Millimeter breit. Die Bestäubung erfolgt im April und Mai. Die Samen reifen im zweiten Jahr von Oktober bis Dezember.

### Chromosomenzahl
Die Chromosomenzahl beträgt 2n = 24.

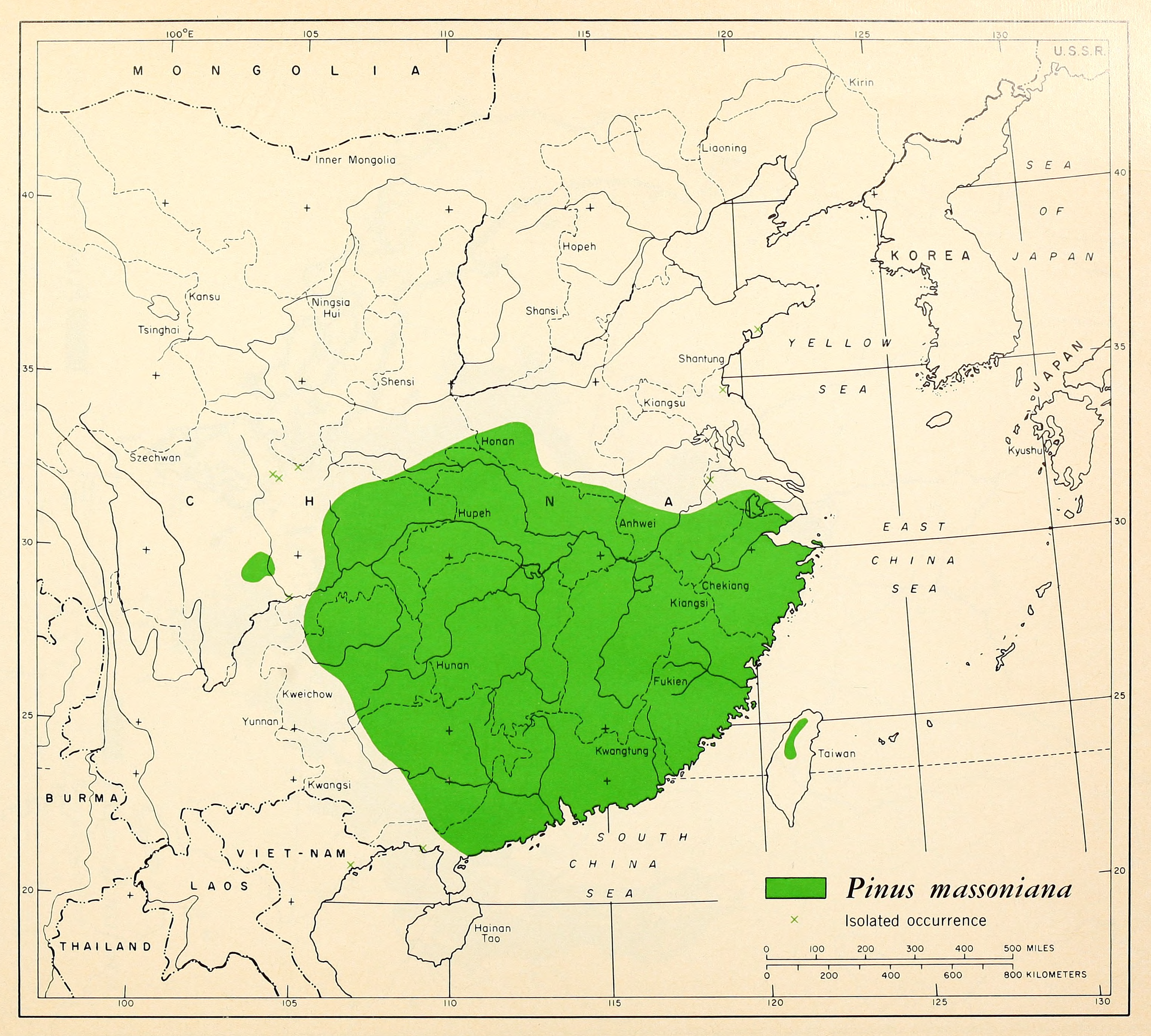
Verbreitung

## Vorkommen und Gefährdung
Das natürliche Verbreitungsgebiet von Pinus massoniana liegt im Zentrum und im Südosten Chinas in den Provinzen Anhui, Fujian, Guangdong, Guangxi, Guizhou, Hainan, im Westen von Henan, in Hubei und Hunan, im Süden von Jiangsu, in Jiangxi, im Südosten von Shaanxi, in Sichuan, im Osten von Yunnan, in Zhejiang und auf Taiwan. Sie gedeiht auf sonnigen und gut mit Wasser versorgten Standorten und ist nicht auf schattigen Standorten zu finden. Pinus massoniana wächst sowohl in den Tiefebenen als auch im Gebirge bis in Höhenlagen von 2000 Metern in unterschiedlichen Klimazonen, so in feuchten Flusstälern im Tiefland bis in die trockenen Hochebenen im Inneren Chinas. Allgemein kann man sie einem warm-gemäßigten Klima zuordnen. Das Verbreitungsgebiet wird der Winterhärtezone 7 zugeordnet mit mittleren jährlichen Minimaltemperaturen von −17,7 bis −12,3 °C (0 bis 10 °F). In mehreren Gebieten ohne viel Landwirtschaft gibt es ausgedehnte Bestände, so in hügeligen und felsigen Gegenden und auf nährstoffarmen, sauren Böden auf Berghängen und Höhenrücken. Man findet sie jedoch nicht auf Kalkstein. Sie wächst häufig zusammen mit Laubbäumen wie Arten der Gattung Lithocarpus und der Eichen (Quercus) und mit Nadelbäumen wie Keteleeria davidiana sowie Cunninghamia lanceolata. Pinus massoniana ist eine Pionierart, die schon früh aufgegebene Felder und Rodungen wiederbesiedelt.
In der Roten Liste der IUCN wird Pinus massoniana als „Lower Risk/least concern“ = „nicht gefährdet“ geführt. Es wird jedoch darauf hingewiesen, dass eine Neubeurteilung ausständig ist.

## Systematik und Forschungsgeschichte
Die Erstbeschreibung von Pinus massoniana erfolgte 1803 durch Aylmer Bourke Lambert in Description of the genus Pinus: illustrated with figures, directions relative to the cultivation, and remarks on the uses of the several species, Band 1, Tafel 12. Das Artepitheton massoniana ehrt den Botaniker Francis Masson (1741–1805), der wohl nie in China war, aber durch seine Pflanzensammlungen am Kap der Guten Hoffnung in Südafrika in den 1770er-Jahren bekannt wurde.
Die Art Pinus massoniana gehört zur Untersektion Pinus der Sektion Pinus in der Untergattung Pinus innerhalb der Gattung der Pinus. 
Je nach Autor gibt es zwei oder drei Varietäten:
- Pinus massoniana Lamb. var. massoniana (Synonyme der Varietät sind Pinus argyi Lemée & H.Lév., Pinus canaliculata Miq., Pinus cavaleriei Lemée & H.Lév., Pinus crassicorticea Y.C.Zhong & K.X.Huang, Pinus nepalensis J.Forbes und Pinus sinensis D.Don): Die Borke der Stammbasis ist grau-brauner, unregelmäßig schuppig und abblätternd. Die Äste erster Ordnung stehen waagrecht oder sind aufsteigend. Die Nadeln sind dünn, 12 bis 20 Zentimeter lang und biegsam. Die Samenzapfen sind geöffnet eiförmig bis konisch-eiförmig, 4 bis 7 Zentimeter lang mit Durchmessern von 2,5 bis 4 Zentimetern. Das Verbreitungsgebiet liegt in den Ebenen, Hügeln und Bergen in Höhenlagen von bis 2000 Metern.[9][10]
- Pinus massoniana var. hainanensis W.C.Cheng & L.K.Fu: Die Borke der Stammbasis ist rot-braun und abblätternd. Die Nadeln sind dünn, 12 bis 20 Zentimeter lang und biegsam. Die Samenzapfen sind geöffnet eiförmig-Zylindrisch, 4 bis 7 Zentimeter lang bei Durchmessern von 2,5 bis 5 Zentimetern. Das Verbreitungsgebiet liegt in der Hügellandschaft im Westen der Insel Hainan in zwei disjunkten Gebieten im Yajia-Gebiet. Die Baumexemplare wachsen einzeln oder in kleinen Gruppen am Rand montaner tropischer Regenwälder und Bergwälder. Dort gilt diese Varietät als „stark gefährdet“, da sie in einem nur beschränkten Gebiet auftritt, das von Abholzung bedroht ist. Die Varietät wurde 1975 erstmals wissenschaftlich beschrieben.[9][11][12]
- Pinus massoniana var. shaxianensis D.X.Zhou: Der Stamm ist gerade und die Borke rot-braun und abblätternd. Die Winterknospen sind rot-braun und leicht mit Wachs überzogen. Die Samenzapfen sind eiförmig-ellipsoiden, 5 bis 9 Zentimeter lang bei Durchmessern von 2 bis 3 Zentimetern. Die Samenschuppen sind verkehrt-eiförmig bis keilförmig. Die Apophyse ist leicht erhöht, der Umbo bewehrt. Die Samen sind schwarz-braun, fast verkehrt-eiförmig und etwa 9 Millimeter lang. Der Samenflügel ist 2,5 bis 3 Zentimeter lang. Dieser Endemit kommt nur im Kreis Sha in der Provinz Fujian vor. Diese Varietät wurde erstmals 1991 wissenschaftlich beschrieben. Aljos Farjon erkennt diese Varietät nicht an und ordnet sie der Varietät massoniana zu.[13][9]

## Verwendung

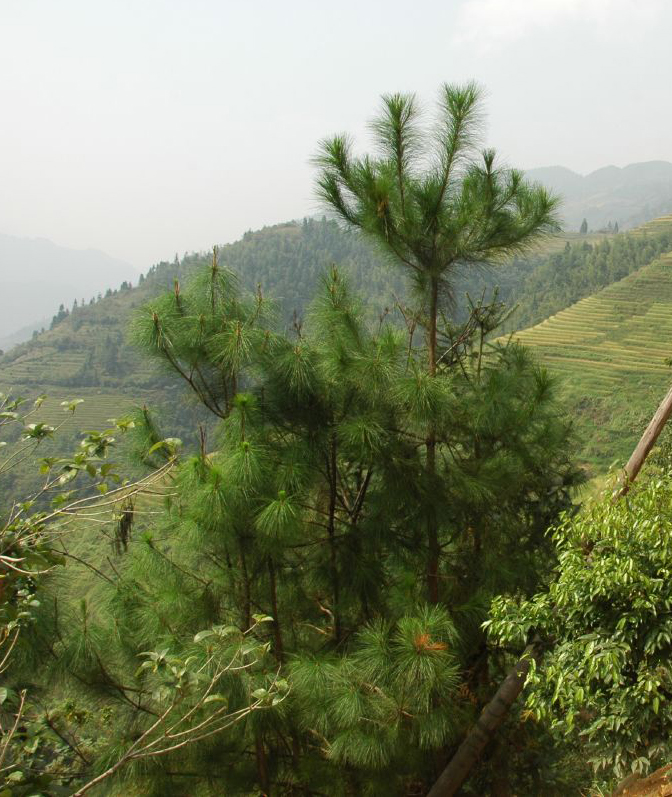
Habitus und Nadeln

Pinus massoniana ist einer der wirtschaftlich bedeutendsten Nadelbäume Chinas.
Das Holz weist eine hohe Qualität auf, wobei sich Splintholz und Kernholz unterscheiden. Das Kernholz ist gelbbraun mit großen Gefäßen und geringerer Dichte von 390 bis 490 Kilogramm je Kubikmeter. Frisch geschnittenes Splintholz ist blass gelblich weiß bis blass orangerot, die Holzstrahlen sind unauffällig. Das Holz enthält 62 Prozent Zellulose, was es zur Weiterverarbeitung zu Papier und zu Fasern geeignet macht. Die Art wächst rasch und wird häufig in forstlichen Plantagen kultiviert. Das Holz natürlicher Bestände wird als Bauholz, für Eisenbahnschwellen, als Sperrholz, als Verpackungsmaterial, zur Herstellung von Möbeln, als Furniere und zur Herstellung von Musikinstrumenten verwendet.
Das Holz aus den Plantagen wird meist zu Zellstoff verarbeitet, weiters wird aus den Bäumen Harz und andere Produkte gewonnen. China ist weltweit der größte Produzent von Kolophonium, wovon der Großteil aus Pinus massoniana gewonnen wird. Pinus massoniana deckt in China 95 % des Bedarfs an Harz und beschäftigt dafür etwa 200.000 Arbeiter (Stand 2003). Aus der Borke werden Tannine gewonnen, aus den Nadeln werden Öle hergestellt, auf den Nadeln werden essbare Pilze gezüchtet und alle Teile werden in der traditionellen chinesischen Medizin verwendet. Im Süden Chinas wird es zur Wiederaufforstung verwendet. Außerhalb Chinas wird Pinus massoniana kaum kultiviert, jedoch gibt es Pflanzungen in einigen vietnamesischen Provinzen.